# Marjal de la Safor
Marjal de la Safor este o arie protejată (arie specială de conservare — SAC, sit de importanță comunitară — SCI) din Spania întinsă pe o suprafață de 1.244,86 ha, integral pe uscat.

## Localizare
Centrul sitului Marjal de la Safor este situat la coordonatele 39°02′01″N 0°11′54″W / 39.0336°N 0.1983°V.

## Înființare
Situl Marjal de la Safor a fost declarat sit de importanță comunitară în iulie 2001 pentru a proteja 1 specie de plante și 3 specii de animale. Situl a fost protejat și ca arie specială de conservare în octombrie 2020.

## Biodiversitate
Situată în ecoregiunea mediteraneană, aria protejată conține 14 habitate naturale: Pășuni mediteraneene udate de apa mării (Juncetalia maritimi), Tufărișuri termo-mediteraneene și de pre-deșert, Lacuri și iazuri distrofice naturale, Dune mobile de-a lungul țărmului cu Ammophila arenaria („dune albe”), Ape puternic oligomezotrofe cu vegetație bentonică cu Chara spp., Vegetație anuală la limita mareei, Liziere de ierburi înalte hidrofile de câmpie și de nivel montan până la alpin, Râuri mediteraneene cu debit permanent cu specii de Paspalo-Agrostidion și galerii riverane de Salix și de Populus alba, Mlaștini calcaroase cu Cladium mariscus și specii de Caricion davallianae, Dune de pe litoral fixate cu Crucianellion maritimae, Lacuri eutrofice naturale cu vegetație de tip Magnopotamion sau Hydrocharition, Dune mobile cu vegetație embrionară, Pajiști umede mediteraneene cu ierburi înalte de Molinio-Holoschoenion, Dune cu vegetație ierboasă Malcolmietalia.
La baza desemnării sitului se află mai multe specii protejate:
- plante (1): Kosteletzkya pentacarpos
- pești (2): zvârluga (Cobitis taenia), Valencia hispanica
- reptile (1): țestoasa de baltă (Emys orbicularis)

Pe lângă speciile protejate, pe teritoriul sitului au mai fost identificate 3 specii de plante, 2 specii de nevertebrate, 1 specie de pești.